# Nacolus nigrovittatus
Nacolus nigrovittatus är en insektsart som beskrevs av Kuoh. Nacolus nigrovittatus ingår i släktet Nacolus och familjen dvärgstritar. Inga underarter finns listade i Catalogue of Life.